# Campeonato Mundial de Clubes de la FIVB
El Campeonato Mundial de Clubes de la FIVB es una competición de voleibol a nivel de clubes organizada por la FIVB. Cuenta con dos variantes, la que se disputa entre hombres y la que se disputa entre mujeres.

## Campeonato masculino

### Historia
La primera edición fue disputada en Parma (Italia) en 1989 y el triunfador fue el Pallavolo Parma; el torneo se jugó anualmente hasta el 1992 y cada edición fue ganada por equipos italianos. Después de 17 años la FIVB volvió a proponer el torneo; la quinta edición del campeonato mundial de clubes fue organizado en Doha (Catar) en 2009 y fue establecido el formato actual de la competición. Otra vez el torneo fue ganado por un equipo italiano, el Trentino Volley que se llevó también las ediciones de 2010, 2011 y 2012 (disputada en Brasil). La racha ganadora fue interrumpida por el Sada Cruzeiro que en 2013 se convirtió también en el primer campeón del mundo de la CSV.
En la competición participan seis equipos: los ganadores de la liga de campeones europea, del campeonato sudamericano de clubes, del campeonato asiático de clubes y del campeonato africano de clubes, el equipo representante de Norceca y el equipo organizador del torneo. Los equipos son divididos en dos grupos y los dos primeros de cada grupo se clasifican por las semifinales.

### Resultados
Actualizado al 15 de diciembre de 2024
| Edición                                                | Año  | Equipos | Sedes                        | Final                     | Final     | Final              | Tercer lugar          | Tercer lugar | Tercer lugar         |
| Edición                                                | Año  | Equipos | Sedes                        | Campeón                   | Resultado | Subcampeón         | Tercero               | Resultado    | Cuarto               |
| ------------------------------------------------------ | ---- | ------- | ---------------------------- | ------------------------- | --------- | ------------------ | --------------------- | ------------ | -------------------- |
| I                                                      | 1989 | 6       | Parma                        | Pallavolo Parma           | 3-0       | VC CSKA Moscú      | CA Pirelli Sao Paulo  | 3-2          | Banespa São Paulo    |
| II                                                     | 1990 | 8       | Milán                        | Volley Gonzaga Milano     | 3-0       | Banespa Sao Paulo  | Pallavolo Parma       | 3-2          | Porto Ravenna Volley |
| III                                                    | 1991 | 8       | São Paulo                    | Porto Ravenna Volley      | 3-1       | Banespa Sao Paulo  | Volley Gonzaga Milano | 3-0          | AA Frangosul         |
| IV                                                     | 1992 | 8       | Treviso                      | Volley Gonzaga Milano (2) | 3-2       | Sisley Treviso     | Olympiacos CFP        | 3-1          | Porto Ravenna Volley |
| De 1993 a 2008 no se disputó                           |      |         |                              |                           |           |                    |                       |              |                      |
| V                                                      | 2009 | 8       | Doha                         | Trentino Volley           | 3-0       | Skra Bełchatów     | VK Zenit Kazán        | 3-0          | Paykan Teherán       |
| VI                                                     | 2010 | 8       | Doha                         | Trentino Volley (2)       | 3-1       | Skra Bełchatów     | Paykan Teherán        | 3-2          | Bolívar              |
| VII                                                    | 2011 | 8       | Doha                         | Trentino Volley (3)       | 3-1       | Jastrzębski Węgiel | VK Zenit Kazán        | 3-1          | Sesi São Paulo       |
| VIII                                                   | 2012 | 8       | Doha                         | Trentino Volley (4)       | 3-0       | Sada Cruzeiro      | Skra Bełchatów        | 3-2          | VK Zenit Kazán       |
| IX                                                     | 2013 | 8       | Betim                        | Sada Cruzeiro             | 3-0       | VKL Novosibirsk    | Trentino Volley       | 3-1          | UPCN Vóley           |
| X                                                      | 2014 | 8       | Belo Horizonte               | Belogorie Belgorod        | 3-1       | Al-Rayyan          | UPCN Vóley            | 3-2          | Sada Cruzeiro        |
| XI                                                     | 2015 | 6       | Belo Horizonte               | Sada Cruzeiro (2)         | 3-1       | VK Zenit Kazán     | UPCN Vóley            | 3-2          | Paykan Teherán       |
| XII                                                    | 2016 | 8       | Betim                        | Sada Cruzeiro (3)         | 3-0       | VK Zenit Kazán     | Trentino Volley       | 3-2          | Bolívar              |
| XIII                                                   | 2017 | 8       | Cracovia, Lodz y Opole       | VK Zenit Kazán            | 3-0       | Lube Civitanova    | Sada Cruzeiro         | 3-0          | PGE Skra Bełchatów   |
| XIV                                                    | 2018 | 8       | Częstochowa, Płock y Rzeszów | Trentino Volley (5)       | 3-1       | Lube Civitanova    | Fakel Novy Urengoy    | 3-1          | Asseco Resovia       |
| XV                                                     | 2019 | 4       | Betim                        | Lube Civitanova           | 3-1       | Sada Cruzeiro      | VK Zenit Kazán        | 3-0          | Al-Rayyan VT         |
| En 2020 no se disputó debido a la pandemia de covid-19 |      |         |                              |                           |           |                    |                       |              |                      |
| XVI                                                    | 2021 | 6       | Betim                        | Sada Cruzeiro (4)         | 3-0       | Lube Civitanova    | Trentino Volley       | 3-0          | Funvic               |
| XVII                                                   | 2022 | 6       | Betim                        | Sir Safety Perugia        | 3-1       | Trentino Volley    | Sada Cruzeiro         | 3-1          | Itambé Minas         |
| XVIII                                                  | 2023 | 6       | Bangalore                    | Sir Safety Perugia (2)    | 3-0       | Itambé Minas       | Suntory Sunbirds      | 3-2          | Halkbank Spor Kulübü |
| XIX                                                    | 2024 | 8       | Uberlândia                   | Sada Cruzeiro (5)         | 3-1       | Trentino Volley    | Foolad Sirjan Iranian | 3-2          | Lube Civitanova      |

### Medallero por clubes
Actualizado al 15 de diciembre de 2024
| Pos. | Club                   | Oro | Plata | Bronce | Total |
| ---- | ---------------------- | --- | ----- | ------ | ----- |
| 1.°  | Trentino Volley        | 5   | 2     | 3      | 10    |
| 2.°  | Sada Cruzeiro          | 5   | 2     | 2      | 9     |
| 3.°  | Volley Gonzaga Milano  | 2   |       | 1      | 3     |
| 4.°  | Sir Safety Perugia     | 2   |       |        | 2     |
| 5.°  | Lube Civitanova        | 1   | 3     |        | 4     |
| 6.°  | VK Zenit Kazán         | 1   | 2     | 3      | 6     |
| 7.°  | Pallavolo Parma        | 1   |       | 1      | 2     |
| 8.°  | Porto Ravenna Volley   | 1   |       |        | 1     |
| 8.°  | Belogorie Belgorod     | 1   |       |        | 1     |
| 10.° | Skra Bełchatów         |     | 2     | 1      | 3     |
| 11.° | Banespa Sao Paulo      |     | 2     |        | 2     |
| 12.° | VC CSKA Moscú          |     | 1     |        | 1     |
| 12.° | Sisley Treviso         |     | 1     |        | 1     |
| 12.° | Jastrzębski Węgiel     |     | 1     |        | 1     |
| 12.° | VKL Novosibirsk        |     | 1     |        | 1     |
| 12.° | Al-Rayyan              |     | 1     |        | 1     |
| 12.° | Itambé Minas           |     | 1     |        | 1     |
| 18.° | UPCN Vóley             |     |       | 2      | 2     |
| 19.° | Clube Atlético Pirelli |     |       | 1      | 1     |
| 19.° | Olympiacos CF Pireo    |     |       | 1      | 1     |
| 19.° | Paykan Teherán         |     |       | 1      | 1     |
| 19.° | Fakel Novy Urengoy     |     |       | 1      | 1     |
| 19.° | Suntory Sunbirds       |     |       | 1      | 1     |
| 19.° | Foolad Sirjan Iranian  |     |       | 1      | 1     |

### Medallero por países
Actualizado al 15 de diciembre de 2024
| Pos. | País            | Oro | Plata | Bronce | Total |
| ---- | --------------- | --- | ----- | ------ | ----- |
| 1.°  | Italia          | 12  | 6     | 5      | 23    |
| 2.°  | Brasil          | 5   | 5     | 3      | 13    |
| 3.°  | Rusia           | 2   | 3     | 4      | 9     |
| 4.°  | Polonia         |     | 3     | 1      | 4     |
| 5.°  | Unión Soviética |     | 1     |        | 1     |
| 5.°  | Catar           |     | 1     |        | 1     |
| 7.°  | Argentina       |     |       | 2      | 2     |
| 7.°  | Irán            |     |       | 2      | 2     |
| 9.°  | Grecia          |     |       | 1      | 1     |
| 9.°  | Japón           |     |       | 1      | 1     |

### Medallero por confederaciones
Actualizado al 15 de diciembre de 2024
| Pos. | Confederación | Oro | Plata | Bronce | Total |
| ---- | ------------- | --- | ----- | ------ | ----- |
| 1.°  | CEV           | 14  | 13    | 11     | 38    |
| 2.°  | CSV           | 5   | 5     | 5      | 15    |
| 3.°  | AVC           |     | 1     | 3      | 4     |
| 4.°  | CAVB          |     |       |        | 0     |
| 4.°  | Norceca       |     |       |        | 0     |

### Jugadores Más Valiosos
La lista de Jugadores Más Valiosos (MVPs) del Mundial de Clubes de Voleibol Masculino destaca a las figuras más sobresalientes del deporte. El cubano-italiano Osmany Juantorena encabeza la lista como el voleibolista más galardonado en los mundiales, con cuatro distinciones (2010, 2011, 2012 y 2017), la mayoría obtenidas con Trentino Volley. Le sigue Wallace de Souza, reconocido como MVP en 2013 y 2024, liderando a Sada Cruzeiro, uno de los clubes más dominantes junto a Trentino. 
Actualizado al 17 de diciembre de 2024
| Edición | Año  | Voleibolista          | Club                  |
| ------- | ---- | --------------------- | --------------------- |
| I       | 1989 | No hubo MVP           | No hubo MVP           |
| II      | 1990 | Claudio Galli         | Volley Gonzaga Milano |
| III     | 1991 | Karch Kiraly          | Porto Ravenna Volley  |
| IV      | 1992 | Lorenzo Bernardi      | Sisley Treviso        |
| V       | 2009 | Matey Kaziyski        | Trentino Volley       |
| VI      | 2010 | Osmany Juantorena     | Trentino Volley       |
| VII     | 2011 | Osmany Juantorena (2) | Trentino Volley       |
| VIII    | 2012 | Osmany Juantorena (3) | Trentino Volley       |
| IX      | 2013 | Wallace de Souza      | Sada Cruzeiro         |
| X       | 2014 | Dmitry Muserskiy      | Belogorie Belgorod    |
| XI      | 2015 | Yoandy Leal           | Sada Cruzeiro         |
| XII     | 2016 | William Arjona        | Sada Cruzeiro         |
| XIII    | 2017 | Osmany Juantorena (4) | Lube Civitanova       |
| XIV     | 2018 | Aaron Russell         | Trentino Volley       |
| XV      | 2019 | Bruno Rezende         | Lube Civitanova       |
| XVI     | 2021 | Miguel Ángel López    | Sada Cruzeiro         |
| XVII    | 2022 | Simone Giannelli      | Sir Safety Perugia    |
| XVIII   | 2023 | Oleh Plotnytskyi      | Sir Safety Perugia    |
| XIX     | 2024 | Wallace de Souza (2)  | Sada Cruzeiro         |

## Campeonato femenino
El Campeonato Mundial de Clubes de Voleibol Femenino (en inglés: Women's Club World Championship) es una competición de voleibol a nivel de clubes organizada por la FIVB. También existe la versión masculina de dicho torneo, el Campeonato Mundial de Clubes.
Fue creado en 1991, pero cuatro años más tarde se discontinuó. Recién en 2010 volvió a disputarse y desde la fecha es un torneo estable.

### Resultados
Actualizado al 22 de diciembre de 2024
| Edición                                                | Año  | Equipos | Sedes     | Final                         | Final     | Final                   | Tercer lugar             | Tercer lugar | Tercer lugar            |
| Edición                                                | Año  | Equipos | Sedes     | Campeón                       | Resultado | Subcampeón              | Tercero                  | Resultado    | Cuarto                  |
| ------------------------------------------------------ | ---- | ------- | --------- | ----------------------------- | --------- | ----------------------- | ------------------------ | ------------ | ----------------------- |
| I                                                      | 1991 | 8       | São Paulo | Sadia Esporte Clube           | 3–0       | Colgate São Caetano     | Mladost Zagreb           | 3–1          | Occhi Verdi Modena      |
| II                                                     | 1992 | 8       | Jesi      | Il Messaggero Ravenna         | 3–0       | L'acqua di Fiori Minas  | Uralochka Yekaterinburg  | 3–2          | Brummel Ancona          |
| III                                                    | 1994 | 6       | São Paulo | Leite Moça Sorocaba           | 3–0       | Parmalat Matera         | BCN Guarujá              | 3–2          | Uralochka Yekaterinburg |
| De 1995 a 2009 no se disputó                           |      |         |           |                               |           |                         |                          |              |                         |
| IV                                                     | 2010 | 6       | Doha      | Fenerbahçe                    | 3–0       | Sollys Osaco            | Foppapedretti Bergamo    | 3–1          | Mirador Deporte y Casal |
| V                                                      | 2011 | 6       | Doha      | Rabita Baku                   | 3–0       | VakıfBank Spor Kulübü   | Sollys Nestlé Osasco     | 3–0          | Mirador Deporte y Casal |
| VI                                                     | 2012 | 6       | Doha      | Sollys Nestlé Osasco          | 3–0       | Rabita Baku             | Fenerbahçe               | 3–0          | Lancheras de Cataño     |
| VII                                                    | 2013 | 6       | Zúrich    | VakıfBank Spor Kulübü         | 3–0       | Unilever Vôlei          | Guangdong Evergrande     | 3–1          | Vólero Zürich           |
| VIII                                                   | 2014 | 6       | Zúrich    | Dinamo Kazan                  | 3–0       | Molico/Osasco           | SESI São Paulo           | 3–2          | Vólero Zürich           |
| IX                                                     | 2015 | 6       | Zúrich    | Eczacıbaşı VitrA              | 3–1       | Dinamo Krasnodar        | Vólero Zürich            | 3–0          | Rexona/Ades             |
| X                                                      | 2016 | 8       | Manila    | Eczacıbaşı VitrA (2)          | 3–2       | Pomì Casalmaggiore      | VakıfBank Spor Kulübü    | 3–1          | Vólero Zürich           |
| XI                                                     | 2017 | 8       | Kobe      | VakıfBank Spor Kulübü (2)     | 3–0       | Rexona-Sesc Rio         | Vólero Zürich            | 3–2          | Eczacıbaşı VitrA        |
| XII                                                    | 2018 | 8       | Shaoxing  | VakıfBank Spor Kulübü (3)     | 3–0       | Minas Tênis Clube       | Eczacıbaşı VitrA         | 3–0          | Praia Clube             |
| XIII                                                   | 2019 | 8       | Shaoxing  | Imoco Volley Conegliano       | 3–1       | Eczacıbaşı VitrA        | VakıfBank Spor Kulübü    | 3–0          | Igor Gorgonzola Novara  |
| En 2020 no se disputó debido a la pandemia de covid-19 |      |         |           |                               |           |                         |                          |              |                         |
| XIV                                                    | 2021 | 6       | Ankara    | VakıfBank Spor Kulübü (4)     | 3–2       | Imoco Volley Conegliano | Fenerbahçe Opet          | 3–0          | Minas Tênis Clube       |
| XV                                                     | 2022 | 6       | Antalya   | Imoco Volley Conegliano (2)   | 3–1       | VakıfBank Spor Kulübü   | Eczacıbaşı Dynavit       | 3–1          | Gerdau Minas            |
| XVI                                                    | 2023 | 6       | Hangzhou  | Eczacıbaşı Dynavit (3)        | 3–2       | VakıfBank Spor Kulübü   | Tianjin Bohai Bank       | 3–1          | Dentil Praia Clube      |
| XVII                                                   | 2024 | 8       | Hangzhou  | Prosecco Doc Imoco Conegliano | 3–0       | Tianjin Bohai Bank      | Numia Vero Volley Milano | 3–0          | Dentil Praia Clube      |

### Títulos por club
Actualizado al 22 de diciembre de 2024
| Pos. | Club                            | Oro | Plata | Bronce | Total |
| ---- | ------------------------------- | --- | ----- | ------ | ----- |
| 1.°  | VakıfBank Spor Kulübü           | 4   | 3     | 2      | 9     |
| 2.°  | Eczacıbaşı Spor Kulübü          | 3   | 1     | 2      | 6     |
| 3.°  | Imoco Volley Conegliano         | 3   | 1     |        | 4     |
| 4.°  | Osasco Vôleibol Clube (*)       | 1   | 2     | 2      | 5     |
| 5.°  | Rabita Baku                     | 1   | 1     |        | 2     |
| 6.°  | Fenerbahçe                      | 1   |       | 2      | 3     |
| 7.°  | Sadia Esporte Clube             | 1   |       |        | 1     |
| 7.°  | Il Messaggero Ravenna           | 1   |       |        | 1     |
| 7.°  | Leite Moça Sorocaba             | 1   |       |        | 1     |
| 7.°  | Dinamo Kazan                    | 1   |       |        | 1     |
| 11.° | Rio de Janeiro Vôlei Clube (**) |     | 2     |        | 2     |
| 11.° | Minas Tênis Clube (***)         |     | 2     |        | 2     |
| 13.° | Tianjin Bohai Bank              |     | 1     | 1      | 2     |
| 14.° | Colgate São Caetano             |     | 1     |        | 1     |
| 14.° | Parmalat Matera                 |     | 1     |        | 1     |
| 14.° | Dinamo Krasnodar                |     | 1     |        | 1     |
| 14.° | Pomì Casalmaggiore              |     | 1     |        | 1     |
| 18.° | Vólero Zürich                   |     |       | 2      | 2     |
| 19.° | Mladost Zagreb                  |     |       | 1      | 1     |
| 19.° | Uralochka Yekaterinburg         |     |       | 1      | 1     |
| 19.° | Foppapedretti Bergamo           |     |       | 1      | 1     |
| 19.° | Guangdong Evergrande            |     |       | 1      | 1     |
| 19.° | SESI São Paulo                  |     |       | 1      | 1     |
| 19.° | Numia Vero Volley Milano        |     |       | 1      | 1     |

(*) Osasco Vôleibol Clube participó como BCN Guarujá (1994), Sollys Osasco (2010), Sollys Nestlé Osasco (2011-2012) y Molico/Osasco (2014). (**) Rio de Janeiro Vôlei Clube jugó con los nombres Unilever Vôlei (2013), Rexona/Ades (2015) y Rexona-Sesc Rio (2017). Desde 2020, es conocido como Sesc-RJ/Flamengo. (***) Minas Tênis Clube también participó con las denominaciones L'acqua di Fiori Minas (1992) y Gerdau Minas (2022-2024).

### Títulos por país
Actualizado al 22 de diciembre de 2024
| Pos. | País       | Oro | Plata | Bronce | Total |
| ---- | ---------- | --- | ----- | ------ | ----- |
| 1.°  | Turquía    | 8   | 4     | 6      | 18    |
| 2.°  | Italia     | 4   | 3     | 2      | 9     |
| 3.°  | Brasil     | 3   | 7     | 3      | 13    |
| 4.°  | Rusia      | 1   | 1     | 1      | 3     |
| 5.°  | Azerbaiyán | 1   | 1     |        | 2     |
| 6.°  | China      |     | 1     | 2      | 3     |
| 7.°  | Suiza      |     |       | 2      | 2     |
| 8.°  | Croacia    |     |       | 1      | 1     |

### Títulos por confederación
Actualizado al 22 de diciembre de 2024
| Pos. | Confederación | Oro | Plata | Bronce | Total |
| ---- | ------------- | --- | ----- | ------ | ----- |
| 1.°  | CEV           | 14  | 9     | 12     | 35    |
| 2.°  | CSV           | 3   | 7     | 3      | 13    |
| 3.°  | AVC           |     | 1     | 2      | 3     |
| 4.°  | CAVB          |     |       |        | 0     |
| 4.°  | Norceca       |     |       |        | 0     |

### Jugadoras Más Valiosas
La lista de Jugadoras Más Valiosas (MVPs) del Mundial de Clubes de Voleibol Femenino resalta a las figuras más sobresalientes del deporte. La sueca Isabelle Haak se consagra como la más ganadora de la historia del torneo, con tres distinciones: con VakıfBank en 2021 y con Imoco Volley Conegliano en 2022 y 2024. También destacan la china Zhu Ting, galardonada en 2017 y 2018 con VakıfBank, y la serbia Tijana Bošković, MVP en 2016 y 2023 con Eczacıbaşı. Este dominio refleja el protagonismo de los clubes turcos e italianos, que han definido la historia del torneo en los últimos años.
Actualizado al 22 de diciembre de 2024
| Edición | Año  | Voleibolista                | Club                          |
| ------- | ---- | --------------------------- | ----------------------------- |
| I       | 1991 | Ida Alvares                 | Sadia Esporte Clube           |
| II      | 1992 | Ana Flávia Sanglard         | Minas Tênis Clube             |
| III     | 1994 | Ana Moser                   | Leite Moça Sorocaba           |
| IV      | 2010 | Katarzyna Skowrońska-Dolata | Fenerbahçe                    |
| V       | 2011 | Nataša Osmokrović           | Rabita Baku                   |
| VI      | 2012 | Sheilla Castro              | Osasco Vôleibol Clube         |
| VII     | 2013 | Jovana Brakočević           | VakıfBank Spor Kulübü         |
| VIII    | 2014 | Yekaterina Gamova           | Dinamo Kazan                  |
| IX      | 2015 | Jordan Larson               | Eczacıbaşı VitrA              |
| X       | 2016 | Tijana Bošković             | Eczacıbaşı VitrA              |
| XI      | 2017 | Zhu Ting                    | VakıfBank Spor Kulübü         |
| XII     | 2018 | Zhu Ting (2)                | VakıfBank Spor Kulübü         |
| XIII    | 2019 | Paola Egonu                 | Imoco Volley Conegliano       |
| XIV     | 2021 | Isabelle Haak               | VakıfBank Spor Kulübü         |
| XV      | 2022 | Isabelle Haak (2)           | Imoco Volley Conegliano       |
| XVI     | 2023 | Tijana Bošković (2)         | Eczacıbaşı Dynavit            |
| XVII    | 2024 | Isabelle Haak (3)           | Prosecco Doc Imoco Conegliano |